# マクサンス・ラングロワ＝ベルトル
マクサンス・ラングロワ＝ベルトル（Maxence Langlois-Berthelot、1972年5月22日生まれ）は、フランスの高級官僚であり、文化行政における重要人物である。2018年から2021年までルーヴル美術館の事務局長（Administrateur général）を務め、2023年から2024年には「情報の総会（États généraux de l'information）」の報告総責任者（Rapporteur-Général）を務めた。2025年3月からは、首相フランソワ・バイルーの内閣で文化・オーディオビジュアル顧問を務めている。

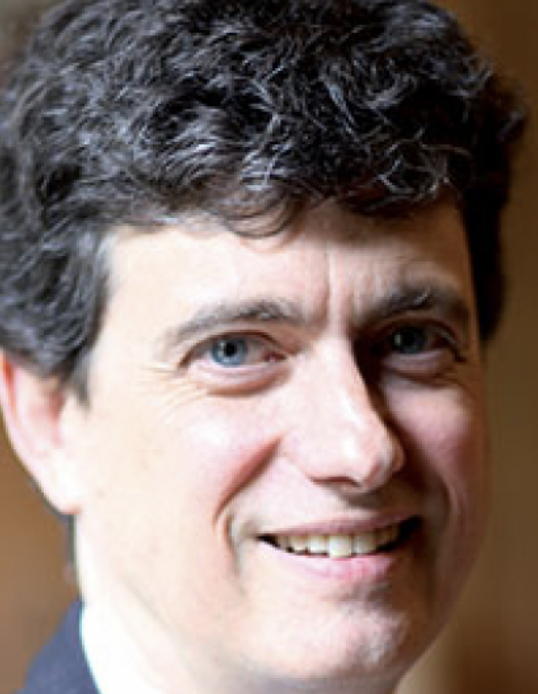
Maxence Langlois-Berthelot

## 経歴

### 初期の経歴と学歴
1972年5月22日、パリ生まれ。 エコール・ノルマル・シュペリウール（Ulm）、パリ政治学院、フランス国立行政学院（ENA）を卒業。

### 財務省とIGFでの活動
ENA卒業後、財務総監査院（Inspection générale des finances、IGF）に入り、2007年にエマニュエル・マクロンらと共同で「研究の価値創造に関する報告書」を発表。

### ALIPHでの活動
2016年、紛争地域における文化遺産保護のための国際連盟（ALIPH）の暫定事務局長を務める。

### ルーヴル美術館 事務局長（2018–2021）
2018年7月12日、ルーヴル美術館の事務局長（Administrateur général）に任命され、財務・運営管理を統括した。
2020年3月、新型コロナウイルス感染症（COVID-19）の流行により職員が健康上の懸念を表明し、ルーヴル美術館は一時閉鎖された。この際、ラングロワ＝ベルトルは「職員は正当な懸念を抱いており、ルーヴルはそれを非常に真剣に受け止めている」と述べた。この発言は国内外の主要メディアで広く報じられた。

### 情報の総会（2023–2024）
2023年10月、報告総責任者に就任し、2024年9月に最終報告書を公表。

### 首相顧問（2025–現在）
2025年3月、首相内閣の文化・オーディオビジュアル顧問に任命。